# 奧林比當尼斯克足球會
奧林比當尼斯克足球會（烏克蘭語：Футбольний клуб «Олімпік» Донецьк）曾是一支位於烏克蘭頓涅茨克的職業足球會，曾於烏克蘭足球超級聯賽角逐。

## 歷史
奧林比當尼斯克於2001年伴隨著一個足球發展的慈善區域基金成立。
奧林比當尼斯克依賴其青訓球員，於2004年進入職業比賽，6個賽季後，在2010–11賽季得到烏克蘭足球乙級聯賽冠軍，並升級至烏克蘭足球甲級聯賽，在2013–14賽季成功得到烏克蘭足球甲級聯賽冠軍，升級至烏克蘭足球超級聯賽。

## 榮譽
- 烏克蘭足球甲級聯賽
  - 冠軍: 2013–14
- 烏克蘭足球乙級聯賽
  - 冠軍: 2010–11

## 外部連結
- （俄文） Official website of club （页面存档备份，存于）